# Counaxa
Counaxa ou Cunaxa, en grec ancien Κούναξα / Kounaxa était au Ve siècle av. J.-C. un village de Perse, situé sur la rive gauche de l'Euphrate à 60 ou 90 km au nord de Babylone. Il était dominé, selon Xénophon, par un tell. On n'en connaît pas l'emplacement précis, qu'il faut rechercher dans la banlieue ouest de Bagdad, au sud-est de Falloudja.
En 401 av. J.-C., elle fut le théâtre d'une bataille entre Artaxerxès II Mnèmon et son frère, Cyrus le Jeune, au cours de laquelle ce dernier fut vaincu et tué. Ses mercenaires grecs effectuèrent alors la fameuse retraite des Dix Mille, contée dans l’Anabase de Xénophon.